# Grand Prix automobile d'Espagne 2008
GP précédent GP suivant
Le Grand Prix automobile d'Espagne 2008 (Formula 1 Gran Premio de España Telefónica 2008), disputé sur le circuit de Catalogne le 27 avril 2008, est la 789e épreuve du championnat du monde de Formule 1 courue depuis 1950 et la quatrième manche du championnat 2008.

## Essais libres

### Vendredi matin
| Pos | Pilote            | Voiture          | Chrono         | Écart   |
| --- | ----------------- | ---------------- | -------------- | ------- |
| 1   | Kimi Räikkönen    | Ferrari          | 1 min 20 s 649 |         |
| 2   | Felipe Massa      | Ferrari          | 1 min 20 s 699 | 0 s 050 |
| 3   | Lewis Hamilton    | McLaren-Mercedes | 1 min 21 s 192 | 0 s 543 |
| 4   | Robert Kubica     | BMW Sauber       | 1 min 21 s 568 | 0 s 919 |
| 5   | Heikki Kovalainen | McLaren-Mercedes | 1 min 21 s 758 | 1 s 109 |
| 6   | Fernando Alonso   | Renault          | 1 min 21 s 933 | 1 s 284 |

### Vendredi après-midi
| Pos | Pilote          | Voiture          | Chrono         | Écart   |
| --- | --------------- | ---------------- | -------------- | ------- |
| 1   | Kimi Räikkönen  | Ferrari          | 1 min 21 s 935 |         |
| 2   | Nelsinho Piquet | Renault          | 1 min 22 s 019 | 0 s 084 |
| 3   | Fernando Alonso | Renault          | 1 min 22 s 032 | 0 s 097 |
| 4   | Kazuki Nakajima | Williams-Toyota  | 1 min 22 s 172 | 0 s 237 |
| 5   | Felipe Massa    | Ferrari          | 1 min 22 s 229 | 0 s 294 |
| 6   | Mark Webber     | Red Bull-Renault | 1 min 22 s 238 | 0 s 303 |

### Samedi matin
| Pos | Pilote             | Voiture            | Chrono         | Écart   |
| --- | ------------------ | ------------------ | -------------- | ------- |
| 1   | Nick Heidfeld      | BMW Sauber         | 1 min 21 s 269 |         |
| 2   | David Coulthard    | Red Bull-Renault   | 1 min 21 s 465 | 0 s 196 |
| 3   | Fernando Alonso    | Renault            | 1 min 21 s 599 | 0 s 330 |
| 4   | Robert Kubica      | BMW Sauber         | 1 min 21 s 717 | 0 s 448 |
| 5   | Jarno Trulli       | Toyota             | 1 min 21 s 771 | 0 s 502 |
| 6   | Sébastien Bourdais | Toro Rosso-Ferrari | 1 min 21 s 942 | 0 s 673 |

## Grille de départ

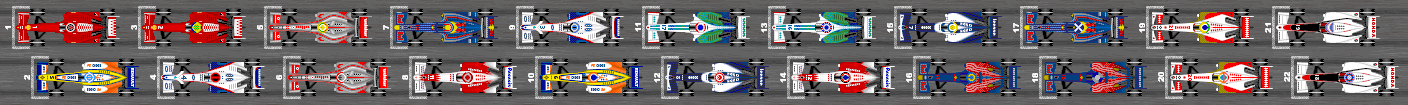
La grille de départ du Grand Prix

| Pos | Pilote               | Écurie              | Qualifications 1 | Qualifications 2 | Qualifications 3 |
| --- | -------------------- | ------------------- | ---------------- | ---------------- | ---------------- |
| 1   | Kimi Räikkönen       | Ferrari             | 1 min 20 s 701   | 1 min 20 s 784   | 1 min 21 s 813   |
| 2   | Fernando Alonso      | Renault             | 1 min 21 s 347   | 1 min 20 s 804   | 1 min 21 s 904   |
| 3   | Felipe Massa         | Ferrari             | 1 min 21 s 528   | 1 min 20 s 584   | 1 min 22 s 058   |
| 4   | Robert Kubica        | BMW Sauber          | 1 min 21 s 423   | 1 min 20 s 597   | 1 min 22 s 065   |
| 5   | Lewis Hamilton       | McLaren-Mercedes    | 1 min 21 s 366   | 1 min 20 s 825   | 1 min 22 s 069   |
| 6   | Heikki Kovalainen    | McLaren-Mercedes    | 1 min 21 s 430   | 1 min 20 s 817   | 1 min 22 s 231   |
| 7   | Mark Webber          | Red Bull-Renault    | 1 min 21 s 494   | 1 min 20 s 924   | 1 min 22 s 429   |
| 8   | Jarno Trulli         | Toyota              | 1 min 21 s 158   | 1 min 20 s 907   | 1 min 22 s 529   |
| 9   | Nick Heidfeld        | BMW Sauber          | 1 min 21 s 466   | 1 min 20 s 815   | 1 min 22 s 542   |
| 10  | Nelsinho Piquet      | Renault             | 1 min 21 s 409   | 1 min 20 s 894   | 1 min 22 s 699   |
| 11  | Rubens Barrichello   | Honda               | 1 min 21 s 548   | 1 min 21 s 049   |                  |
| 12  | Kazuki Nakajima      | Williams-Toyota     | 1 min 21 s 690   | 1 min 21 s 117   |                  |
| 13  | Jenson Button        | Honda               | 1 min 21 s 757   | 1 min 21 s 211   |                  |
| 14  | Timo Glock           | Toyota              | 1 min 21 s 427   | 1 min 21 s 230   |                  |
| 15  | Nico Rosberg         | Williams-Toyota     | 1 min 21 s 472   | 1 min 21 s 349   |                  |
| 16  | Sébastien Bourdais   | Toro Rosso-Ferrari  | 1 min 21 s 540   | 1 min 21 s 724   |                  |
| 17  | David Coulthard      | Red Bull-Renault    | 1 min 21 s 810   |                  |                  |
| 18  | Sebastian Vettel     | Toro Rosso-Ferrari  | 1 min 22 s 108   |                  |                  |
| 19  | Giancarlo Fisichella | Force India-Ferrari | 1 min 22 s 516   |                  |                  |
| 20  | Adrian Sutil         | Force India-Ferrari | 1 min 23 s 224   |                  |                  |
| 21  | Anthony Davidson     | Super Aguri-Honda   | 1 min 23 s 318   |                  |                  |
| 22  | Takuma Satō          | Super Aguri-Honda   | 1 min 23 s 496   |                  |                  |

## Course

### Déroulement de l'épreuve
Les conditions sont sèches sur la piste avant la course. La température dans l'air est de 23°C et 38°C sur la piste. Le bulletin météo évoque un léger vent. Räikkönen conserve son avantage au premier virage, alors que Massa dépasse Alonso pour prendre la deuxième place ; Hamilton dépasse Kubica pour prendre la quatrième place. Cependant, un incident plus loin sur la piste entraine l'arrivée de la voiture de sécurité. La voiture de Sutil a fait la toupie après une tentative de dépassement sur Coulthard ; cette collision entraîne l'élimination de Sutil et Vettel du Grand Prix. La course reprend au tour 4 quand la voiture de sécurité rentre au stand. Räikkönen augmente rapidement son avance sur Massa. L'écart se creuse entre les Ferrari quand Räikkönen d'être le plus rapide sur la piste. Hamilton se rapproche d'Alonso, mais la Renault rentre au stand au tour 16, ce qui place la McLaren en troisième position.
Dans le peloton, plusieurs incidents conduisent à ce qu'il ne reste que 15 voitures. Piquet, après sa sortie de piste du cinquième tour, a provoqué une collision avec Bourdais deux tours après tenté de le dépasser au tour 10. La Renault abandonne immédiatement. Bourdais retourne péniblement dans la voie des stands avant que Toro Rosso decide d'abandonner. Le débris qui en a résulté a mis fin à la course de Davidson quand il a abandonné au tour 8 après avoir subi des dommages au radiateur. Lors du tour 22, le pneu avant gauche s'est rapidement dégonflé, projetant sa voiture dans les barrières à une vitesse approximative de 210 km/h, avec un impact de 26 G. Les commissaires de piste extraient la McLaren des barrières pendant que la voiture de sécurité était à nouveau de sortie. Heidfeld a été obligé de rentrer au stand immédiatement, ce qui lui a valu une pénalité de 10 secondes car la voie des stands était fermée. Barrichello et Fisichella se sont ensuite percutés dans la voie des stands au tour 26, endommageant gravement l'aileron avant de la Honda, ce qui a obligé Barrichello à conduire un tour entier avec une voiture en lambeaux, avant d'abandonner.
Räikkönen, Massa, Hamilton, Kubica et Alonso, ayant déjà changé leurs pneus, se sont rangés derrière la voiture de sécurité jusqu'à sa rentrée dans les stands au tour 29. Alors que l'avance de Räikkönen sur Massa augmente à plus de 2 secondes, Alonso s'est garé sur le bord de la piste, le moteur fumant, et a abandonné. Le moteur de Rosberg est également en panne conduisant sa Williams à abandonner au tour 42 alors qu'il était septième. Quatre tours plus tard, Räikkönen décroche le record du tour à 1:21.670, alors que Massa rentre dans la voie des stands. Räikkönen, Hamilton et Kubica le suivent dans la voie des stands au tour 47. Coulthard et Glock se percutent au tour 53 après que le pilote Toyota ait essayé de dépasser la Red Bull dans le premier virage. Glock a vu son aileron avant endommagé, et le pneu arrière gauche de sa voiture est crevé. Ils sont tous les deux passés au stand pour réparation.
Räikkönen remporte sa deuxième victoire de la saison, 3,2 secondes devant Massa qui termine deuxième. Hamilton termine troisième devant Kubica, Webber et Button qui a marqué les premiers points de Honda cette saison. Nakjima finit en septième plzcr, devant Trulli, qui était sixième avant que son équipe se trompe en l'appelant au stand à tort : l'équipe Toyoya s'étant trompé de pilote. Heidfeld, après sa pénalité, finit en neuvième place devant Fisichella. Glock et Coulthard arrivent ensuite après leur collision tardive, devant Sato en treizième place. Rosberg, Alonso, Barrichello, Kovalainen, Davidson, Bourdais, Piquet, Vettel et Sutil ont du abandonner.

### Classement de la course

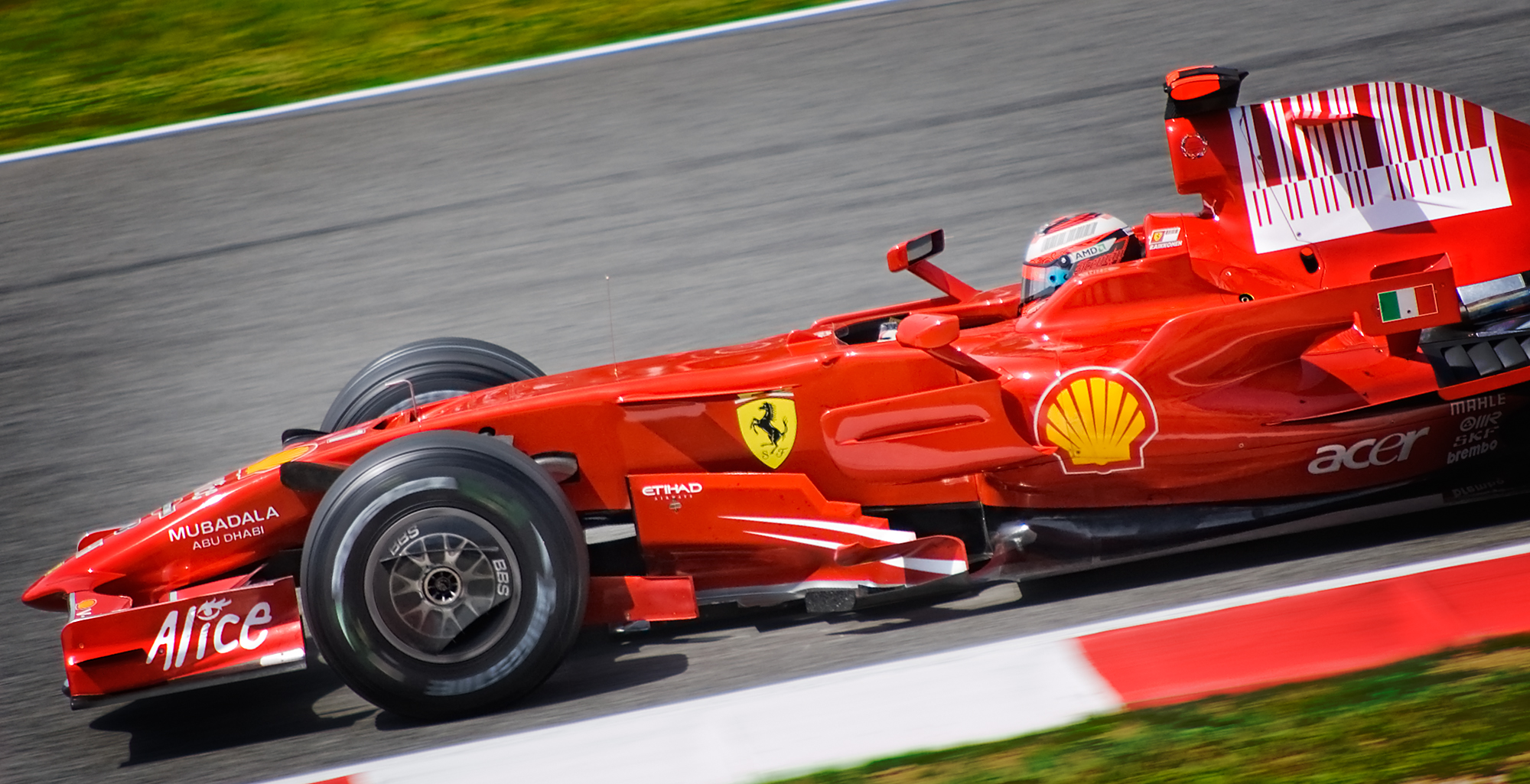
Kimi Räikkönen remporte à Barcelone sa deuxième victoire de la saison

| Pos  | No | Pilote               | Écurie              | Tours | Temps/Abandon                       | Grille | Points |
| ---- | -- | -------------------- | ------------------- | ----- | ----------------------------------- | ------ | ------ |
| 1    | 1  | Kimi Räikkönen       | Ferrari             | 66    | 1 h 38 min 19 s 051 (187,416 km/h)  | 1      | 10     |
| 2    | 2  | Felipe Massa         | Ferrari             | 66    | + 3 s 228                           | 3      | 8      |
| 3    | 22 | Lewis Hamilton       | McLaren-Mercedes    | 66    | + 4 s 187                           | 5      | 6      |
| 4    | 4  | Robert Kubica        | BMW Sauber          | 66    | + 5 s 694                           | 4      | 5      |
| 5    | 10 | Mark Webber          | Red Bull-Renault    | 66    | + 35 s 938                          | 7      | 4      |
| 6    | 16 | Jenson Button        | Honda               | 66    | + 53 s 010                          | 13     | 3      |
| 7    | 8  | Kazuki Nakajima      | Williams-Toyota     | 66    | + 58 s 244                          | 12     | 2      |
| 8    | 11 | Jarno Trulli         | Toyota              | 66    | + 59 s 435                          | 8      | 1      |
| 9    | 3  | Nick Heidfeld        | BMW Sauber          | 66    | + 1 min 03 s 073                    | 9      |        |
| 10   | 21 | Giancarlo Fisichella | Force India-Ferrari | 65    | + 1 tour                            | 19     |        |
| 11   | 12 | Timo Glock           | Toyota              | 65    | + 1 tour                            | 14     |        |
| 12   | 9  | David Coulthard      | Red Bull-Renault    | 65    | + 1 tour                            | 17     |        |
| 13   | 18 | Takuma Satō          | Super Aguri-Honda   | 65    | + 1 tour                            | 22     |        |
| Abd. | 7  | Nico Rosberg         | Williams-Toyota     | 41    | Moteur                              | 15     |        |
| Abd. | 5  | Fernando Alonso      | Renault             | 34    | Moteur                              | 2      |        |
| Abd. | 17 | Rubens Barrichello   | Honda               | 34    | Dommages à la suite d'un accrochage | 11     |        |
| Abd. | 23 | Heikki Kovalainen    | McLaren-Mercedes    | 21    | Sortie de piste                     | 6      |        |
| Abd. | 19 | Anthony Davidson     | Super Aguri-Honda   | 8     | Radiateur                           | 21     |        |
| Abd. | 14 | Sébastien Bourdais   | Toro Rosso-Ferrari  | 7     | Accrochage avec Piquet              | 16     |        |
| Abd. | 6  | Nelsinho Piquet      | Renault             | 6     | Accrochage avec Bourdais            | 10     |        |
| Abd. | 20 | Adrian Sutil         | Force India-Ferrari | 0     | Accrochage avec Vettel              | 20     |        |
| Abd. | 15 | Sebastian Vettel     | Toro Rosso-Ferrari  | 0     | Accrochage avec Sutil               | 18     |        |

- Légende: Abd.=Abandon

### Pole position et record du tour
- Pole position :  Kimi Räikkönen (Ferrari) en 1 min 21 s 813 (204,833 km/h). Le meilleur temps des qualifications a quant à lui été établi par Felipe Massa lors de la Q2 en 1 min 20 s 584.
- Meilleur tour en course :  Kimi Räikkönen (Ferrari) en 1 min 21 s 670 (205,191 km/h).

### Tours en tête

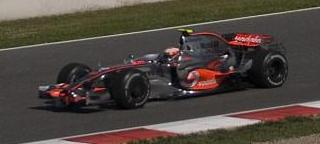
Heikki Kovalainen a été victime d'un gros accident au du Grand Prix

- Kimi Räikkönen (Ferrari) : 62 tours (1-20 / 25-66).
- Nick Heidfeld (BMW Sauber) : 3 tours (22-24).
- Lewis Hamilton (McLaren-Mercedes) : 1 tour (21).

## Classements généraux à l'issue de la course
| Pos | Pilote             | Écurie             | Points |
| --- | ------------------ | ------------------ | ------ |
| 1   | Kimi Räikkönen     | Ferrari            | 29     |
| 2   | Lewis Hamilton     | McLaren-Mercedes   | 20     |
| 3   | Robert Kubica      | BMW Sauber         | 19     |
| 4   | Felipe Massa       | Ferrari            | 18     |
| 5   | Nick Heidfeld      | BMW Sauber         | 16     |
| 6   | Heikki Kovalainen  | McLaren-Mercedes   | 14     |
| 7   | Jarno Trulli       | Toyota             | 9      |
| 8   | Mark Webber        | Red Bull-Renault   | 8      |
| 9   | Nico Rosberg       | Williams-Toyota    | 7      |
| 10  | Fernando Alonso    | Renault            | 6      |
| 11  | Kazuki Nakajima    | Williams-Toyota    | 5      |
| 12  | Jenson Button      | Honda              | 3      |
| 13  | Sebastien Bourdais | Toro Rosso-Ferrari | 2      |

| Pos | Écurie             | Points |
| --- | ------------------ | ------ |
| 1   | Ferrari            | 47     |
| 2   | BMW Sauber         | 35     |
| 3   | McLaren-Mercedes   | 34     |
| 4   | Williams-Toyota    | 12     |
| 5   | Toyota             | 9      |
| 6   | Red Bull-Renault   | 8      |
| 7   | Renault            | 6      |
| 8   | Honda              | 3      |
| 9   | Toro Rosso-Ferrari | 2      |
| 10  | Force India        | 0      |
| 11  | Super Aguri        | 0      |

## Statistiques
- 15e pole position de sa carrière pour Kimi Räikkönen.
- 17e victoire de sa carrière pour Kimi Räikkönen.
- 2e hat-trick de sa carrière pour Kimi Räikkönen.
- 204e victoire pour Ferrari en tant que constructeur et motoriste.
- 78e doublé pour Ferrari en tant que constructeur et motoriste.
- 39e et dernier Grand Prix de l'écurie japonaise Super Aguri.
- Pour la première fois de sa carrière, Fernando Alonso abandonne lors de son Grand Prix national.
- David Coulthard a reçu une amende de 4 000 euros pour avoir manqué le traditionnel défilé des pilotes autour du circuit le dimanche matin.

## Liens
- (en) Résultats complets sur le site officiel de la F1